# Odkład

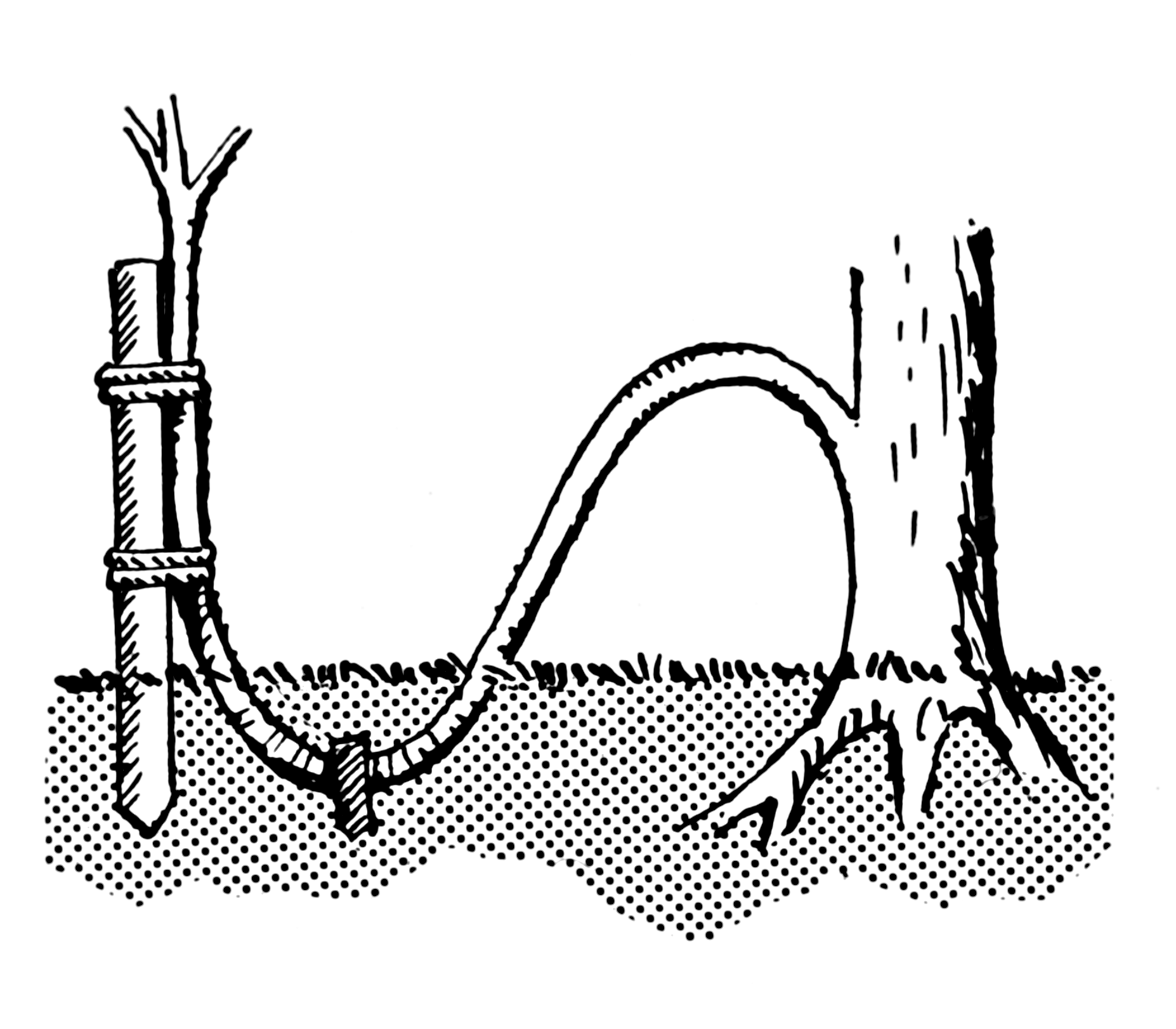
Odkład

Odkład – pęd rośliny przykrywany ziemią w celu wytworzenia korzeni, następnie odcinany od rośliny macierzystej. Odkład służy do wegetatywnego rozmnażania krzewów (np. jeżyn, malin, winorośli), roślin drzewiastych (np. draceny, brzoskwini), wieloletnich roślin motylkowatych i innych.
Stosuje się kilka technik rozmnażania przez odkład:
- odkład zwykły – odkład jest zakopywany w rowku,
- odkład powierzchniowy – odkład jest jedynie przyciskany do gleby, gałązka bywa też lekko przysypywana torfem lub glebą i okrywana folią,
- odkład powtarzalny – gdy jedna gałązka jest przykrywana ziemią na kilku odcinkach,
- odkład powietrzny – gałązkę okłada się torfem i owija folią, pozostawiając bez styku z glebą.